# 馬水龍
馬 水龍（ば すいりゅう、Ma Shuilong,, 1939年7月17日 - 2015年5月2日）は、台湾の作曲家。
基隆市出身。1959年に国立芸術専科学校（現在の国立台湾芸術大学）に入学。主専攻は作曲、副専攻はピアノとチェロで、蕭而化・許常恵・盧炎らの教えを受けた。1964年に専科学校を卒業すると、基隆市立第四初級中学（現在の基隆市立中山高級中学国中部）の教員となった。1969年からは台湾省立基隆高級商工職業学校（現在の国立基隆高級商工職業学校）と崇右企業管理専科学校（現在の崇右技術学院）で教壇に立った。
1971年に台南家専の音楽科講師に就任し、翌年から3年間ドイツのレーゲンスブルク音楽大学に留学した。帰国後は東呉大学に副教授となり、1980年に教授に昇進した。
1981年、国立芸術専科学校音楽科主任教授として迎えられ、同時に国立芸術学院（現在の国立台北芸術大学）の設立準備委員となった。翌年に国立芸術学院が開校すると教授に就任し、行政院文化建設委員会音楽委員会委員も兼ねた。
1991年に国立芸術学院の院長に就任し、3年間務めた。1997年には中華民国作曲家協会理事長に選ばれた。。また1999年にはアジア作曲家連盟の執行委員となり、2002年には副会長に就任した。
代表作に『竹笛協奏曲』などがある。

## 作品
- ロンド（1963）
- 弦楽四重奏曲（1970）
- 懐郷曲（1971）
- 孔雀東南飛（1977）
- 竇娥冤（1980）
- 竹笛協奏曲（1984）
- 廖添丁（1991）

## 文献
- 陳漢金『音楽独行俠馬水龍』、時報出版公司2000年2月5日出版，ISBN 9571332992